# Jamnice (Pologne)
Pour les articles homonymes, voir Jamnice.
Jamnice est une localité polonaise de la gmina de Brzeziny, située dans le powiat de Kalisz en voïvodie de Grande-Pologne.